# Les Cowboys Fringants

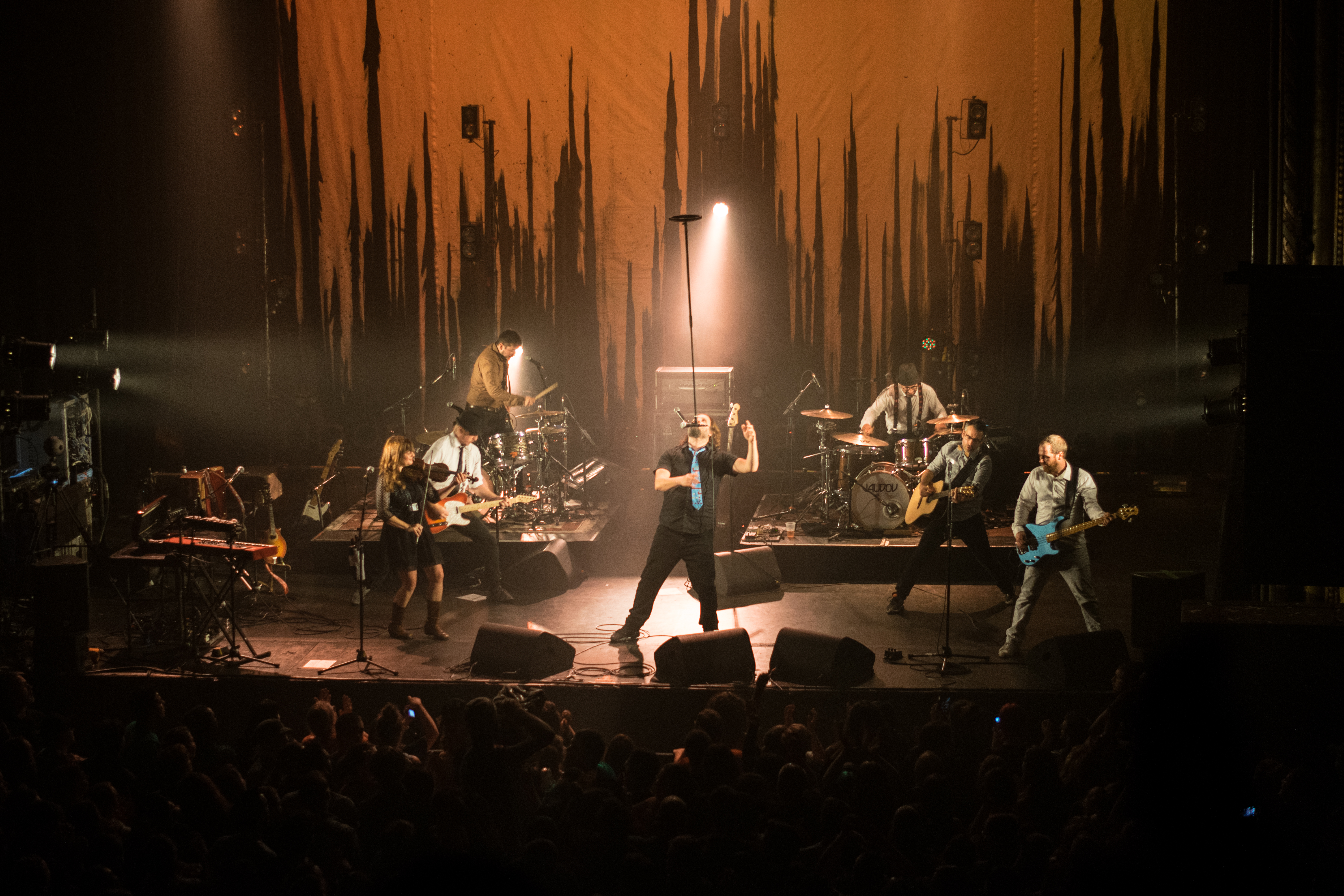
Koncert w Montrealu

Les Cowboys Fringants – kanadyjski zespół folk – rockowy. W rodzinnym Quebecu uchodzi za zespół niezmiernie popularny, wręcz kultowy, dzięki zaangażowaniu w walkę o niepodległość prowincji i ochronę środowiska. W 2006 roku jego członkowie założyli fundację Cowboys Fringants, która walczy o ochronę części terytorium prowincji. Wszyscy członkowie zespołu uczestniczą w pisaniu tekstów piosenek, choć większość została stworzona przez Jean-François Pauzé. Ich piosenki, zabarwione ironią, są w dużej części krytyką społeczeństwa Quebecu.

## Skład zespołu
- Jean-François Pauzé (gitara)
- Marie-Annick Lépine (skrzypce, mandolina, akordeon, fortepian, banjo itd...)
- Jérôme Dupras (gitara basowa, kontrabas)

oraz:
- Dominique Lebeau (perkusja) (odszedł z zespołu 22 sierpnia 2007)
- Karl Tremblay (wokal) (zmarł 15 listopada 2023)

## Historia zespołu

### Początki
Karl Tremblay i Jean-François Pauzé spotkali się po raz pierwszy we wrześniu 1994 w szatni po meczu hokejowym w miejscowości Repentigny. Około stycznia 1995 roku Karl odkrył, że Jean-François gra na gitarze. Sam przyznał, że śpiewa i szuka osób do założenia zespołu. W lutym 1995 Pauzé zaprosił Tremblaya do piwnicy domu swoich rodziców, gdzie nagrali pierwszy utwór: Les routes du bonheur. Nazajutrz powstał Gaétane, a ostatecznie w tym okresie stworzyli około 20 piosenek.
Latem 1996, Tremblay i Pauzé uczestniczyli w konkursie dla amatorów autorów-kompozytorów, organizowanym przez piwiarnie „ La Ripaille” w Repentigny i zajęli drugie miejsce. W trakcie trwania konkursu tłum widzów przyszedł ich wspierać. To wsparcie pozwoliło przekonać Marie-Annick Lépine, studentkę skrzypaczkę, którą Pauzé spotkał podczas swojej pracy letniej, do przyłączenia się do grupy w trakcie półfinałów i finału. Mały zespół rozpoczął poszukiwania basisty i perkusisty, aby ostatecznie uformować kapele. W efekcie, początkujący basista, Jérôme Dupras, daleki kuzyn Marie-Annick Lépine, dołączył do zespołu. Następnie Dupras zaproponował Dominique'owi Lebeau, perkusiście już istniejącego zespołu, by również do nich dołączył. Wówczas Dominique Lebeau zgodził się zagrać z nimi tylko w wakacje, by nagrać pierwszą kasetę, gdyż zamierzał następnie kontynuować swoje studia.

### Pierwsze własne albumy
W roku 1997 wydali swoją pierwszą kasetę 12 grandes chansons (12 wielkich piosenek), która zawierała 12 z 20 utworów, skomponowanych wcześniej przez Karla Tremblaya i Jean-François Pauzé.
Pod koniec 1998 roku, Pauzé i Lebeau zawiesili swoje studia, aby skomponować ich kolejny album. Nagrany podczas dwóch jesiennych dni 1997 roku, album sprzedał się w ponad tysiącu egzemplarzy i zespół zaczął być popularny w środowisku studenckim.
Wciąż nie znajdując producenta, sami stworzyli swój kolejny album: Motel Capri. Został wydany w maju 2000 roku i wykupiony przez Imperium Kerozen, które rozpoczęło sprzedaż przez sklep. Motel Capri pozwoliło grupie odnieść skromny sukces i zdobyć małą społeczność fanów. Grupa uczestniczyła w festiwalu piosenki frankofońskiej w Montrealu latem 2000 roku oraz wyruszyła w trasę „Motel Capri” z pięćdziesiątką dat koncertów, co zapewniło im szerszą publiczność.

### Sukcesy
W marcu 2002 ukazał się album Break Syndical, który przypadł do gustu krytykom, po raz kolejny trasa koncertowa grupy zakończyła się sukcesem. Zespół zaczął pojawiać się w rozgłośniach komercyjnych, a piosenka Toune d'automne stała się jednym z największych przebojów roku. Pod koniec 2002 roku zagrali przed publicznością liczącą 8000 osób.
W maju 2003 roku grupa wydała swój pierwszy album na żywo Attaché ta tuque!. Jesienią zespół otrzymał nagrodę za alternatywny album, grupę roku, oraz występ roku na gali w Quebecu. Zwieńczeniem trasy, po 153 koncertach, był występ (po raz pierwszy) w Centre Bell – hali sportowej, mieszczącej 20 tysięcy osób. Mimo obaw organizatorów, sala została całkowicie zapełniona. W kwietniu 2004 roku, zespół wystąpił na koncercie w Paryżu, na który przybyły tłumy. Od tego czasu, grupa odgrywa ważną rolę we frankofońskiej Europie.
W październiku 2004 roku, podczas gali w Quebecu, po raz drugi z rzędu zostali nominowani w kategorii grupa roku. W listopadzie ukazał się ich nowy album – La Grand-Messe. 4 dni po wydaniu albumu rozpoczęła się trasa promująca płytę. Jesienią 2005 roku na gali w Quebecu, utwór Les Étoiles Filantes zdobył nagrodę w kategorii piosenka roku.

## Sylwetka

### Zespół kultowy
Od ich pojawienia się na muzycznej scenie Quebecu, Les Cowboys Fringants stali się obiektem prawdziwego kultu wśród lokalnej młodzieży. Są również znani w Europie frankofońskiej (Francja, Szwajcaria, Belgia). Istnieje nawet grupa fanów francuskich nazywana Les Cousins [kuzyni] Fringants.

### Znaczenie dla muzyki Quebecu
Les Cowboys Fringants są częścią trzech ważnych ruchów przemian muzycznych w Quebecu, Przede wszystkim wpisują się w odnowienie i popularyzacje muzyki tradycyjnej, jak grupa Mes Aïeux. Po drugie, znaczą z innymi grupami, jak Capitaine Révolte i Loco Locass, powrót muzyki zaangażowanej w sprawę Quebecu. Ruch, który wygasał w latach 1980–90, będąc ofiarą syndromu poreferendalnego (w 1995 roku, ludność Quebecu zagłosowała na 'nie' w referendum o suwerenność regionu), ale przede wszystkim zalania świata muzyką komercyjną, charakterystyczną dla tego okresu. Przekaz Les Cowboys Fringants jest lewicowo-reformatorski, wspierający popularną solidarność, ochronę środowiska i suwerenność Quebecu, wszystko dostosowane do realiów współczesnego Quebecu. Po trzecie, przyjęli styl prosty i minimalistyczny, będący jednocześnie inteligentnym i używając slangu w ich tekstach, na wzór Roberta Charlebois'a i Michela Tremblaya, lecz stosując go bez zbędnej przesady.

### Problematyka piosenek i wpływy
Typowe tematy poruszane w ich piosenka to środowisko, bieda, problemy osobiste i rodzinne, konsumpcjonizm, cynizm rządu lub apatia społeczeństwa do polityki. Te tematy, raczej poważne, są często traktowane z humorem lub ironią. Ich teksty dotyczą zarówno historii Quebecu, niepodległości Quebecu, życia na przedmieściach, jak i tęsknoty za dzieciństwem i młodością. Ich dzieła muzyczne są znane z setek postaci fikcyjnych, których przygody są śledzone z zainteresowaniem przez fanów. Les Cowboys Fringants są wielkimi fanami Passe-Partout i jego twórcy, Pierre'a F. Brault, jak i Renaud, znanego francuskiego piosenkarza.

### Oryginalność
Oryginalność i świeżość zespół zawdzięcza w dużej mierze obecności Marie-Annick Lépine, której wkład muzyczny nadaje grupie wyjątkowy charakter. Posiada ona wykształcenie klasyczne w grze na skrzypcach, a także wzbogaca piosenki swoją grą na mandolinie i akordeonie. Zespół jest również doceniany za sympatyczną osobowość i przyjazne relacje z fanami.

## Dyskografia
- 12 Grandes chansons – (1997)
- Sur mon canapé – (1998)
- Motel Capri – (2000)
- Enfin Réunis – (2001)
- Break syndical – (2002)
- Attaché ta tuque! – (2003 – live)
- La Grand Messe – (2004)
- Au Grand Théâtre de Québec – (2007 – live )
- L'expédition – (2008)
- Sur un air de déjà vu – (2008)
- En concert au Zénith de Paris (2010 – live)
- Que du vent (2011)
- Octobre (2015)
- Les antipodes (2019)
- Les nuits de Repentigny (2021)
- L’Amérique pleure (Bande sonore originale du film) (2021)
- Pub Royal (2024)

## Filmografia
- Centre Bell 30 décembre 2003 – (2004)
- Les Cowboys Fringants : L'Amérique pleure - le film – (2021)